# Simalurius
Genre
Simalurius est un genre d'opilions laniatores de la famille des Assamiidae.

## Distribution
Les espèces de ce genre se rencontrent en Asie du Sud-Est.

## Liste des espèces
Selon World Catalogue of Opiliones (04/06/2021) :
- Simalurius jacobsoni Roewer, 1923
- Simalurius palawanensis Suzuki, 1977
- Simalurius suzukii Zhang & Zhang, 2015

## Publication originale
- Roewer, 1923 : Die Weberknechte der Erde. Systematische Bearbeitung der bisher bekannten Opiliones. Gustav Fischer, Jena, p. 1-1116 (texte intégral).